# João Maria de Morais

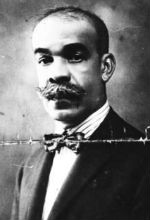

João Maria de Morais (? —?) foi um político militar brasileiro.
Foi presidente da província do Pará em diversas ocasiões, entre 1845 e 1864. Atuou no cargo de 8 de fevereiro a 25 de outubro de 1845; de 5 de agosto a 12 de novembro de 1846; de 10 de julho a 22 de outubro de 1847; de 28 de março a 8 de maio de 1848; de 1 de junho a 16 de julho de 1850; de 25 de junho a 31 de julho de 1855; e de 27 de janeiro a 29 de julho de 1864.